# Crossed: Psychopath
Crossed: Psychopath es una serie de siete números o tomos sin publicidad periódica guionizado por David Lapham, dibujado por Raulo Cáceres y con portadas de varios dibujantes. Cuenta la historia de Harold Lorre, un psicópata con peores intenciones que los propios cruzados. Es encontrado por Amanda, Rick, Claire y Darwin en un hoyo con la pierna rota mientras huía de un grupo de cruzados. Estos le rescatan y le entablillan la pierna, pues Amanda y Darwin tienen estudios en medicina. 
Cuidadosamente analiza al grupo y organiza su plan, para, con la ayuda de ellos, encontrar a los cruzados que mataron a su querida amante y acabar con ellos. Una historia horripilante y retorcida, en la que Harold saciará su sed de odio y muerte, acabando uno por uno con los chicos.

## Personajes
Personaje principal:
- Harold Lorre: un desiquilibrado mental que solo utiliza a sus compañeros para sobrevivir y que no dudara en sacrificarlos para llevar a cabo su venganza contra los cruzados, debido a un accidente tiene una pierna rota y no puede valerse por sí solo.

Personajes secundarios:
- Amanda: estudiante de medicina.
- Rick: líder del grupo.
- Claire: novia de Rick.
- Darwin: Compañero de Amanda en la facultad de medicina, sigue enamorado de ella.